# ヴィンセドール白山
ヴィンセドール白山（ヴィンセドールはくさん、Vincedor Hakusan）は、日本の石川県白山市をホームタウンとする、日本フットサルリーグ（Fリーグ）に加盟するフットサルクラブ。

## 概要
2005年2月に前身チーム創設。2012年1月にトップチームが日本フットサル連盟及び日本フットサルリーグより「Fリーグ準会員」として承認される。2012年12月、白山市サッカー協会正会員に正式に承認。2013年2月、名称を「ビークス白山」に変更。2016年4月、Fリーグ参入を目指し前身チームより運営母体を変更「一般社団法人FSVスポーツアカデミー」が運営、名称を「ヴィンセドール白山」に変更。
2018年1月、白山市より正式にホームタウン認定を受ける。同年1月18日、日本フットサルリーグ（Fリーグ）への加盟が承認され、2018-2019シーズンからの2部制導入により新設されるFリーグディビジョン2（F2）へ参加が承認された

## クラブ名の由来
ポルトガル語: VENCEDOR（勝者の意味）とポルトガル語: JOGADOR（フットボール選手の意味）の造語。また、VENCEDORの最初のEをIに変えて、「石川」「愛」「1」の意味を込めている。

## 監督・選手・スタッフ
2020-2021シーズン

### 監督・スタッフ
| Post                   | 名前(漢字) |
| 代表                   | 鈴木 修平  |
| 監督                   | 杉木 陽介  |
| コーチ                 | 小坂 一    |
| トレーナー             | 福岡 亮    |
| ドクター               | 島 洋祐    |
| ドクター               | 宮田 岳人  |
| ドクター               | 金山 智之  |
| ドクター               | 西村 愛世  |
| メディカルアドバイザー | 中瀬 順介  |
| メディカルアドバイザー | 五嶋 謙一  |
| 栄養指導               | 金田 真実  |

### 選手
| 番号 | Pos | 名前(漢字)  | 名前(Roma)         |
| 1    | GK  | 大野 克     | ONO Masaru         |
| 4    | FP  | 小林 和浩   | KOBAYASHI Kazuhiro |
| 5    | FP  | 横道 勇翔   | YOKOMICHI Hayato   |
| 6    | FP  | 寺島 拓海   | TERASHIMA Takumi   |
| 7    | FP  | 世古 一歩   | SEKO Kazuho        |
| 8    | FP  | 永村 八一   | NAGAMURA Yaichi    |
| 9    | FP  | 池上 竣也   | IKEGAMI Shunya     |
| 10   | FP  | 中嶋 亮人   | NAKASHIMA Akito    |
| 11   | FP  | 三上 優貴   | MIKAMI Yuki        |
| 12   | GK  | 岡本 仁     | OKAMOTO Jin        |
| 14   | FP  | 岩白 大空   | IWASHIRO Sora      |
| 20   | FP  | 津田 京一郎 | TSUDA Kyoichiro    |
| 22   | FP  | 永田 周也   | NAGATA Shuya       |
| 33   | FP  | 十河 舜     | SOGO Shun          |
| 77   | FP  | 菅原 健太朗 | SUGAWARA Kentaro   |
| 87   | GK  | 冨田 祐耶   | TOMITA Yuya        |
| 88   | FP  | 貝瀬 樹大   | KAISE Tatsuhiro    |

## タイトル
- 全日本フットサル選手権大会　北信越大会 優勝（2016年度、2013年度、2012年度、2009年度、2008年度）
- 全日本フットサル選手権大会　石川県大会 優勝（2016年度、2013年度、2012年度、2011年度、2010年度、2009年度、2008年度、2007年度、2006年度）
- 北信越フットサルリーグ 優勝（2017年度、2016年度、2014年度、2013年度、2012年度、2011年度、2010年度、2009年度、2006年度）

## 下部組織・チアダンス
- ヴィンセドール白山アスピランチ（石川県フットサルリーグ）
- ヴィンセドール白山U15
- ヴィンセドール白山U12
- ヴィンセドール白山LACO（北信越女子フットサルリーグ）
- ヴィンセドールデューザ（チアダンスチーム）

## ユニフォーム

### クラブカラー
グリーン   イエロー

### ユニフォームサプライ
- 2016年-2018年 : AGLA
- 2019年〜：KELME